# باغ سرخة (أمجز)
باغ سرخة (بالفارسية: باغ سرخه) هي قرية تقع في إيران في قسم أمجز الريفي.